# Malthonica oceanica
Malthonica oceanica är en spindelart som beskrevs av Jose Antonio Barrientos och Cardoso 2007. Malthonica oceanica ingår i släktet Malthonica och familjen trattspindlar.
Artens utbredningsområde är Portugal. Inga underarter finns listade i Catalogue of Life.